# Cenarbe
Cenarbe ist ein spanischer Ort in den Pyrenäen in der Provinz Huesca der Autonomen Gemeinschaft Aragonien. Cenarbe gehört zur Gemeinde Villanúa. Der Ort ist seit Jahren unbewohnt.

## Sehenswürdigkeiten
- Kirche San Pedro, erbaut im 12. Jahrhundert